# Alfonso García Robles
Alfonso García Robles (Zamora, né à Michoacán, Mexique le 20 mars 1911 et mort le 2 septembre 1991) est un diplomate mexicain, récompensé en 1982 du prix Nobel de la paix conjointement avec la suédoise Alva Myrdal.

## Biographie
Il étudie le droit, obtenant une licence à l’université nationale autonome du Mexique (UNAM), et poursuit ses études à l’Institut des hautes études internationales à l’université Paris II en 1936 et à l’académie de droit international de La Haye (1938). Il est successivement directeur général des Affaires politiques et du Service diplomatique du secrétariat des Affaires étrangères du Mexique (SRE), directeur du département Europe, Asie et Afrique du SRE, ambassadeur au Brésil, et sous-secrétaire (1946-1967), carrière dont le point d’orgue est la signature du Traité de Tlatelolco en 1967 se rapportant à la non-prolifération nucléaire ; enfin il prend la tête de la diplomatie mexicaine en 1975-1976.

## Publications
Il est l’auteur de plusieurs livres et articles, parmi lesquels :
- Le Panaméricanisme et la politique de bon voisinage (Paris, 1938)
- Premier Congres d’études internationales (1938)
- La question du pétrole au Mexique et le droit International (1939)
- La claúsula Calvo ante el derecho internacional (en français, La Clause Calvo devant le droit international) (1939)
- El mundo de la posguerra (Le Monde d’après-guerre) (2 vol., 1946)
- La conferencia de San Francisco y su obra (La Conférence de San Francisco et son œuvre) (1946)
- Política Internacional de México (Politique internationale du Mexique) (1946)
- La desnuclearización de América Latina (La Dénucléarisation de l’Amérique latine) (1965)
- La anchura del mar territorial (La Largeur des eaux territoriales) (1966)
- El Tratado de Tlatelolco. Génesis, alcance y propósito de la proscripción de armas nucleares en América Latina (Le Traité de Tlatelolco. Genèse, portée et but de la proscription des armes nucléaires en Amérique latine) (1967)
- Tratado para la prohibición de Armas Nucleares en América Latina (Traité pour l’interdiction des armes nucléaires en Amérique latine).

## Décorations
- Commandeur de l'ordre national de la Croix du Sud ( Brésil).
- Grand-croix de l'ordre de l'Aigle aztèque ( Mexique).
- Grand-croix de l'ordre du Soleil ( Pérou).